# Lista monumentelor ocrotite de stat din raionul Cantemir
Lista monumentelor din raionul Cantemir cuprinde monumentele patrimoniului cultural din raionul Cantemir înscrise în Registrul monumentelor Republicii Moldova ocrotite de stat.
Registrul monumentelor Republicii Moldova ocrotite de stat a fost aprobat prin Hotărârea Parlamentului nr. 1531-XII împreună cu Legea nr. 1530-XII privind ocrotirea monumentelor RM din 22 iunie 1993. În Monitorul Oficial nr. 1 din 1994 a fost publicată doar Legea, fără a include însă și Registrul, care a fost publicat mult mai târziu, la 2 februarie 2010. A nu se confunda cu Registrul arheologic național sau cel al monumentelor de for public, care sunt liste diferite ce vizează doar anumite compartimente ale patrimoniului cultural, întocmite în baza unor legi separate.
Lista completă este menținută și actualizată periodic de către Ministerul Culturii din Republica Moldova, dar înainte ca modificările să intre în vigoare acestea trebuie să fie aprobate de către Parlament. Această listă este menită să cuprindă și actualizările ulterioare.
| Nr. | Localizare                                                            | Denumire | Datare      | Tip   | Însemnătate | Imagine                 | Erori             |
| --- | --------------------------------------------------------------------- | --- | ----------- | ----- | ----------- | ----------------------- | ----------------- |
| 54  | Vișniovca                                                             | Monument la mormântul comun al 28 ostași căzuți în 1944                                                         |             | Is    | N           | galerie \| Încarcă foto | Raportează eroare |
| 55  | Antonești                                                             | Monument la mormântul ostașului căzut în 1941                                                                   |             | Is    | N           | Încarcă foto            | Raportează eroare |
| 56  | Baimaclia                                                             | Monument în memoria consătenilor căzuți în război (1941-1945)                                                   |             | Is    | L           | Încarcă foto            | Raportează eroare |
| 57  | Baimaclia                                                             | Monument la mormântul comun al 44 ostași căzuți în război                                                       | 1955        | Is    | N           | Încarcă foto            | Raportează eroare |
| 58  | Cania                                                                 | Monument la mormântul comun al 4 ostași căzuți în 1944 și în memoria consătenilor căzuți în război (1941-1945)  |             | Is    | N           | Încarcă foto            | Raportează eroare |
| 59  | Capaclia 46°19′44″N 28°24′00″E / 46.328916389109°N 28.399872956261°E  | Monument la mormântul comun al ostașilor căzuți în 1944                                                         |             | Is    | N           | galerie \| Încarcă foto | Raportează eroare |
| 60  | Chioselia 46°08′00″N 28°24′31″E / 46.133421969057°N 28.408741376298°E | Biserica „Adormirea Maicii Domnului”                                                                            | sec. XIX    | At    | N           | Încarcă foto            | Raportează eroare |
| 61  | Ciobalaccia                                                           | Monument la mormântul comun al ostașilor căzuți în 1944 și în memoria consătenilor căzuți în război (1941-1945) |             | Is    | N           | Încarcă foto            | Raportează eroare |
| 62  | Cociulia 46°21′35″N 28°24′42″E / 46.359791093367°N 28.411797627794°E  | Biserica „Sf. Arhanghel Mihail”                                                                                 | 1818        | At    | N           | galerie \| Încarcă foto | Raportează eroare |
| 63  | Cociulia                                                              | Monument în memoria consătenilor căzuți în război (1941-1945)                                                   |             | Is    | N           | Încarcă foto            | Raportează eroare |
| 64  | Doina 46°06′45″N 28°19′48″E / 46.112565°N 28.32997°E                  | Clopotnița | sec. XIX    | At    | N           | galerie \| Încarcă foto | Raportează eroare |
| 65  | Doina                                                                 | Monument la mormântul ostașilor și consătenilor căzuți în război (1941-1945)                                    |             | Is    | N           | Încarcă foto            | Raportează eroare |
| 66  | Enichioi                                                              | Monument la mormântul comun al ostașilor și consătenilor căzuți în război (1941-1945)                           |             | Is    | N           | Încarcă foto            | Raportează eroare |
| 67  | Gotești 46°08′32″N 28°10′23″E / 46.142273914889°N 28.172932369818°E   | Monument la mormântul ostașilor și în memoria consătenilor căzuți în război (1941-1945)                         |             | Is    | N           | Încarcă foto            | Raportează eroare |
| 68  | Haragîș 46°17′10″N 28°22′48″E / 46.286239109819°N 28.379969786399°E   | Monument la mormântul ostașului căzut în 1941 și în memoria consătenilor căzuți în război (1941-1945)           | 1969        | Is    | N           | Încarcă foto            | Raportează eroare |
| 69  | Hîrtop                                                                | Biserica „Sf. Arhanghel Mihail”                                                                                 | sec. XIX    | At    | N           | Încarcă foto            | Raportează eroare |
| 70  | Hîrtop                                                                | Monument în memoria consătenilor căzuți în război (1941-1945)                                                   |             | Is    | L           | Încarcă foto            | Raportează eroare |
| 71  | Lărguța 46°18′32″N 28°19′12″E / 46.308765094028°N 28.320137753096°E   | Monument la mormântul comun al 9 ostași căzuți în război (1941-1945)                                            |             | Is    | N           | Încarcă foto            | Raportează eroare |
| 72  | Nicolaevca                                                            | Biserica „Sf. Nicolae”                                                                                          | 1913        | At    | N           | Încarcă foto            | Raportează eroare |
| 73  | Pleșeni 46°21′42″N 28°20′22″E / 46.361662°N 28.339386°E               | Monument la mormântul comun al 3 ostași căzuți în război (1941-1945)                                            |             | Is    | N           | Încarcă foto            | Raportează eroare |
| 74  | Plopi                                                                 | Monument la mormântul ostașilor căzut în 1944 și în memoria consătenilor căzuți în război. 1941-1945            |             | Is    | N           | Încarcă foto            | Raportează eroare |
| 75  | Rumeanțev                                                             | Monument în memoria consătenilor căzuți în război (1941-1945)                                                   |             | Is    | L           | Încarcă foto            | Raportează eroare |
| 76  | Stoianovca                                                            | Case cu arhitectură populară                                                                                    | sec. XIX-XX | At    | N           | Încarcă foto            | Raportează eroare |
| 77  | Șamalia 46°16′17″N 28°26′11″E / 46.271376°N 28.436259°E               | Monument în memoria consătenilor căzuți în război (1941-1945)                                                   |             | Is    | L           | Încarcă foto            | Raportează eroare |
| 78  | Taraclia                                                              | Monument în memoria consătenilor căzuți în război (1941-1945)                                                   |             | Is At | L           | Încarcă foto            | Raportează eroare |
| 79  | Tartaul                                                               | Monument în memoria consătenilor căzuți în război (1941-1945)                                                   |             | Is    | L           | Încarcă foto            | Raportează eroare |
| 80  | Toceni 46°21′51″N 28°12′55″E / 46.364064205667°N 28.21517036222°E     | Biserica „Sf. Ilie”                                                                                             | 1895        | At    | N           | Încarcă foto            | Raportează eroare |
| 81  | Toceni                                                                | Monument la mormântul ostașului căzut în 1941 și în memoria consătenilor căzuți în război (1941-1945)           |             | Is    | N           | Încarcă foto            | Raportează eroare |